# Frauensee (Bad Salzungen)
Frauensee – dzielnica miasta Bad Salzungen w Niemczech, w kraju związkowym Turyngia, w powiecie Wartburg. Do 5 lipca 2018 samodzielna gmina, której niektóre zadania administracyjne realizowane były przez gminę Tiefenort. Tiefenort pełniła rolę "gminy realizującej" (niem. "erfüllende Gemeinde").

## Współpraca
Miejscowość partnerska:
- Ronshausen, Hesja